# 2904
| 2904               |
| ------------------ |
| Dødsfald - Fødsler |
|                    |

| Gregoriansk kalender | 2904 MMCMIV             |
| Ab urbe condita      | 3657                    |
| Armensk kalender     | 2353 ԹՎ ՍՅԾԳ            |
| Kinesiske kalender   | 5600 – 5601 癸未 – 甲申 |
| Etiopisk kalender    | 2896 – 2897             |
| Jødisk kalender      | 6664 – 6665             |
| Hindukalendere       |                         |
| - Vikram Samvat      | 2959 – 2960             |
| - Shaka Samvat       | 2826 – 2827             |
| - Kali Yuga          | 6005 – 6006             |
| Iransk kalender      | 2282 – 2283             |
| Islamisk kalender    | 2353 – 2354             |

2904 (MMCMIV) begynder på en onsdag.

## Forudsigelser og planlagte hændelser
- 8. januar – ringformet solformørkelse tværs over Mexico[1].
- 5. juni – partiel solformørkelse (0,1 %) i Nordcanada[1].
- 4. juli – partiel solformørkelse (84 %) syd for Sydamerika[1].
- 28. november – partiel solformørkelse (9 %) ved Antarktis[1].
- 28. december – partiel solformørkelse (47 %) over Beringstrædet[1].